# Pizzo Gallina
Der Pizzo Gallina ist ein 3061 m ü. M. hoher Berg des Gotthardmassivs in den Lepontinischen Alpen in der Schweiz.
Er liegt nördlich des Nufenenpasses an der Grenze der Kantone Tessin und Wallis. Die Besteigung dieses schönen Gipfels im Schwierigkeitsgrad T5+ ist nur geübten Berggängern zu empfehlen. Dazu hat der Berg eine schlechte Felsqualität.